# 後藤竜二
後藤 竜二（ごとう りゅうじ・本名・後藤 隆二、1943年6月24日 - 2010年7月3日）は、日本の児童文学作家。

## 経歴
北海道美唄市出身。北海道美唄東高等学校を経て早稲田大学第一文学部卒業。在学中に早大童話会から改名した少年文学会に所属。1967年に『天使で大地はいっぱいだ』（講談社刊）でデビュー。『キャプテンはつらいぜ』シリーズ（講談社）、『12歳たちの伝説』シリーズ（新日本出版社）、でも知られている。
全国児童文学同人誌連絡会「季節風」代表を長く務めた。2010年7月3日、脳内出血のため死去。67歳。

## 人物
- 「季節風」結成の後藤竜二の呼びかけにプロ・アマ含めて、200名が参加した[2]。逝去の際にも、「後藤代表の魂を引き継いでいく」と表明された[3]。
- 2010年11月22日「後藤竜二さんを偲ぶ会」が早稲田大学構内リーガロイヤルホテルでしめやかに開催された[4]。

## 交友
- あさのあつこ:1972年青山学院大学の学園祭の児童文学サークルの催しに後藤が講師として招かれ指導と討論。幹事だった、あさのあつこと知り合い、1988年季節風に誘い入会してもらう。数回投稿の『ほたる館物語』が出版デビューとなる。あさのあつこに背中を押してくれたと感謝されている[5]。後藤急逝後の後任の「季節風」代表は、緊急幹事会であさのあつこが選ばれた[3]。

## 受賞歴
- 1966年、「天使で大地はいっぱいだ」で第7回講談社児童文学新人賞佳作
- 1970年、「大地の冬のなかまたち」で野間児童文芸推奨作品賞
- 1977年、「白赤だすき小〇の旗風」で日本児童文学者協会賞
- 1979年、「故郷」で旺文社児童文学賞
- 1983年、「少年たち」で日本児童文学者協会賞
- 1993年、「野心あらためず・日高見国伝」で第32回野間児童文芸賞[1]
- 2007年、「おかあさんげんきですか（ポプラ社）」で第12回日本絵本賞大賞、日本絵本賞読者賞。

## 著書

### 1960年代
- 『天使で大地はいっぱいだ』市川禎男絵 講談社 1967 のち文庫、青い鳥文庫
- 『風のまつり』依光隆絵 講談社 1968
- 『地平線の五人兄弟』岡野和絵新日本出版社 1969

### 1970年代
- 『大地の冬のなかまたち』市川禎男絵 講談社 1970 のち文庫、青い鳥文庫
- 『ボタ山は燃えている』岡野和絵 新日本出版社 1970
- 『海ぶたのすむ海がある』安部川寿美子絵 フレーベル館 1971
- 『とべここがぼくらの町だ』田畑精一絵　講談社 1971
- 『ぼくらははだしで』山本耀也絵 あかね書房 1971 のちポプラ社文庫 高田三郎絵
- 『おれたちのきょう』寺戸恒晴絵 毎日新聞社 1971 のち偕成社文庫 小林与志絵
- 『歌はみんなでうたう歌』田畑精一絵 新日本出版社 1973 「(秘)発見ノート事件」改題
- 『風にのる海賊たち』津田櫓冬絵 講談社 1973
- 『算数病院事件』田畑精一絵 新日本出版社 1975
- 『白赤だすき小〇の旗風』岡野和絵 講談社 1976　（三閉伊一揆）
- 『ひとりぼっちの海はきらいだ』中山正美絵 金の星社 1977 のちフォア文庫
- 『たんぽぽ飛ぶころ』織茂恭子絵 ポプラ社 1977 のち文庫
- 『潮風の学校』高橋透絵 新日本出版社 1978
- 『くさいろのマフラー』岡野和絵 草土文化 1978
- 『かもめ分校は大さわぎ』遠藤てるよ絵 ポプラ社 1979
- キャプテンシリーズ　杉浦範茂絵 講談社

1『キャプテンはつらいぜ』1979 のち青い鳥文庫
2『キャプテン、らくにいこうぜ』1981 のち青い鳥文庫
3『キャプテンがんばる』1982 のち青い鳥文庫
- 『おかあさんのスリッパ』鈴木義治絵 フレーベル館 1979
- 『故郷』高田三郎絵　偕成社 1979

### 1980年代
- 『おまつり村』岡野和絵 ポプラ社(絵本・すこしむかし) 1980
- 『大さわぎ先生とワル三人組』高橋透絵　新日本出版社 1981
- 『魔球』市川禎男画　金の星社 1981
- 『じてんしゃデンちゃん』小泉るみ子絵　講談社 1981
- 『どんぐりほいくえんのくじらのかせき』遠藤てるよ絵 童心社 1981
- 『風の子たちのとりで』織茂恭子絵 童心社 1981 のちフォア文庫
- 『ひゃくおくえんのぼうし』花井亮子絵 国土社 1982
- 『どろんこクラブのゆうれいちゃん』小泉るみ子絵　草炎社 1982
- 『少年たち』花井亮子絵　講談社 1982
- 『ガリベン先生、がんばれ!』高橋透絵　講談社 1983
- 『めだちたがりやのジン』杉浦範茂絵　偕成社 1983
- 「1ねん1くみ」シリーズ　長谷川知子絵 ポプラ社

1ねん1くみ1ばんワル 1984
1ねん1くみ1ばんげんき 1985
1ねん1くみ1ばんなかよし 1985
1ねん1くみ1とうしょう 1987
1ねん1くみもうすぐ春 1987
1ねん1くみ1ばんゆうき 1988
1ねん1くみ1ばんびじん 1989
1ねん1くみ1ばんいいやつ 1990
1ねん1くみ1ばんおかねもち 1991
1ねん1くみ1ばんがんばる 1992
1ねん1くみ1ばんびっくり 1994
1ねん1くみ1ばんやるき 1995
1ねん1くみ1ばんひみつ! 1997
1ねん1くみ1ばんこわーい 1998
1ねん1くみ1ばんでっかい!! 1999
1ねん1くみ1ばんふしぎ? 2001
1ねん1くみ1ばんやさし～い 2001
1ねん1くみ1ばんえらい! 2002
1ねん1くみ1ばんわがまま 2003
1ねん1くみ1ばんドタバタ! 2004
1ねん1くみ1ばんあまえんぼう 2005
1ねん1くみ1ばんあったか～い! 2006
1ねん1くみ1ばんくいしんぼう 2007
1ねん1くみ1ばんジャンプ! 2008
1ねん1くみ1ばんサイコー! 2009
- 『のんびり転校生事件』田畑精一絵　新日本出版社 1985
- ゴンちゃんシリーズ　ポプラ社

『ごんちゃんだいすき』花井亮子絵 ポプラ社 1986
『やったぜ!ごんちゃん』花井亮子絵　教育画劇 1988
『ゴンちゃん5年生にかつ』タカダカズヤ絵　学習研究社 1996
『ゴンちゃんにはかなわない』学習研究社 1996
- 『14歳-Fight』田中槙子画　岩崎書店 1988
- 『やぎといじっぱり』土田義晴絵　ポプラ社(童話の海 1)1989

### 1990年代
- 『てんこうせいのてんとう虫』小泉るみ子絵　講談社 1990
- 『九月の口伝』高田三郎絵　汐文社(シリーズ平和の風 1)　1991
- 『17かいのおんなのこ』福田岩緒画　童心社 1991
- 『おつかいへっちゃら 17かいのおんなのこ』童心社 1992
- 『りんごの花』長谷川知子絵　新日本出版社 1993
- 『野心あらためず 日高見国伝』田中槙子絵　講談社 1993 のち光文社文庫（宝亀の乱）
- 『りんご畑の九月』長谷川知子絵　新日本出版社 1995
- 『ないしょ!』長谷川知子絵　新日本出版社 1996
- 『かみなりドドーン!』佐藤真紀子絵　ポプラ社 1997
- 『乱世山城国伝』新日本出版社 1997　（山城国一揆）
- 『真田十勇士猿飛佐助』講談社 イラスト:吉田光彦 1998
- 『さみしくないよ』長谷川知子絵　新日本出版社 1999
- 『ひみつのちかみちおしえます!』佐藤真紀子絵　ポプラ社 1999
- 『12歳たちの伝説』 鈴木びんこ絵　全5巻 新日本出版社 2000-2004 のちピュアフル文庫

### 2000年代
- 『やまんばやかたたんけんします!』佐藤真紀子絵　ポプラ社 2000
- 『しゅくだい、なくします!』佐藤真紀子絵　ポプラ社 2003
- 『アイスクリーム、つくります!』佐藤真紀子絵　ポプラ社 2005
- 『紅玉』高田三郎絵　新日本出版社 2005
- 『おかあさん、げんきですか。』武田美穂絵　ポプラ社 2006
- 『ぼくはほんとはかいじゅうなんだ』鈴木びんこ絵　童心社 2006
- 『風景』高田三郎絵 岩崎書店 2007
- 「3年1組ものがたり」福田岩緒絵　新日本出版社

1、ジュン先生がやってきた! 2008
2、五月は花笠! 2008
3、ま夏の夜は、たんけん! 2008
4、十一月は変身! 2008
5、ドンマイ! 2009
- 『ひかる!』全3巻 スカイエマ絵　そうえん社 2008-2009
- 『おにいちゃん』佼成出版社 2008
- 『尼子十勇士伝 赤い旋風』新日本出版社 2010
- 『後藤竜二童話集』全5巻 長谷川知子絵 あさのあつこ責任編集 ポプラ社 2013
- 『どーだっ!』長谷川知子絵 新日本出版社 2015

### 実写化作品
- 大地の冬のなかまたち - 1972年、日活児童映画の第1作として映画化。
- キャプテンはつらいぜ - 1982年、こども傑作劇場でドラマ化。
- キャプテンらくに行こうぜ - 1982年、こども傑作劇場でドラマ化。